# Пионерская организация имени Хосе Марти

Логотип Пионерской организации им. Хосе Марти

Пионерская организация им. Хосе Марти (исп. Organización de Pioneros José Martí) — кубинская молодёжная организация для детей возрастом от 5 до 15 лет. Организация ставит своей задачей привить участникам интерес к учёбе, любовь к родине и всем народам земли.
Численность кубинских пионеров на 2014 год около 1,4 миллиона. Слоган — «Пионеры за коммунизм — быть как Че!» (исп. Pioneros por el comunismo ¡Seremos como el Che!)
Пионерские отряды до 2013 года были разделены по возрасту и классу школы: дети с первого по третий класс были «монкадистами» в честь Гильермо Монкада. С четвёртого по шестой классы были первой ступенью Хосе Марти (исп. primer nivel José Martí), а с седьмого по девятый второй ступенью Хосе Марти (исп. segundo nivel José Martí). С 2013 года все они — «исследователи» (исп. exploradores); делить мероприятия на основе возраста запрещено.